# Дві Пані

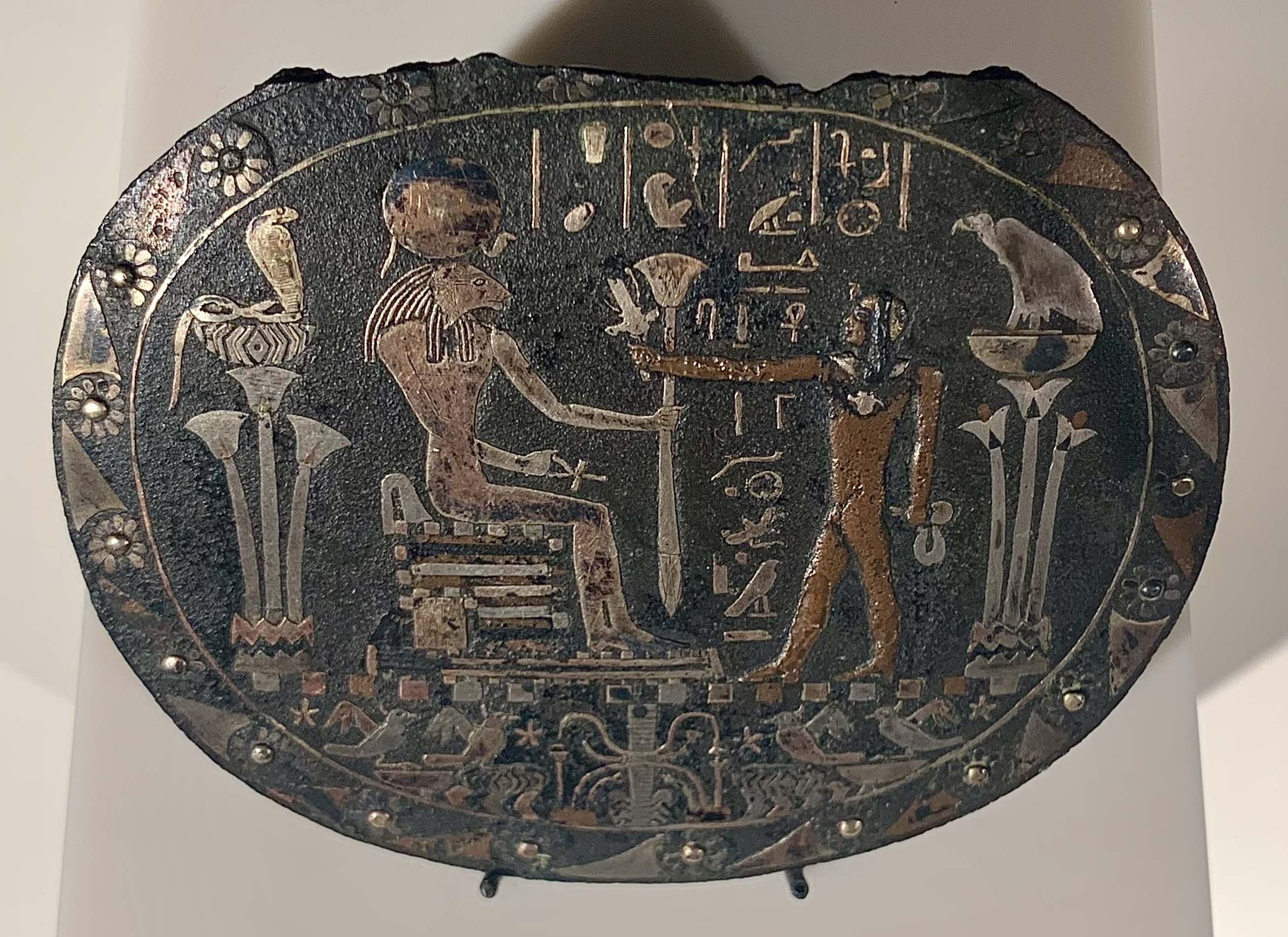
Зображення на ритуальному намисті менатритуалу, що проводиться перед статуєю Сехмет на її троні, де її оточують богиня Ваджет у образі кобри та богиня Нехбет в образі білоголового сипа, символи Нижнього та Верхнього Єгипту відповідно; проситель тримає повний менат та сіструм для ритуалу, прибл. 870 до н. е. (Берлін, Старий музей, каталог номер 23733)

Дві Пані (єгипет. nbtj, також Небті) — давньоєгипетський релігійний евфемізм, що використовувався для богинь Ваджет і Нехбет — покровительок давніх єгиптян, які поклонялися їм після об'єднання двох частин країни, Нижнього та Верхнього Єгипту. Після об'єднання двох частин Єгипту не відбулося об'єднання цих божеств, як це часто траплялося з подібними божествами у різних релігіях та містах. Обидві богині через важливість своїх ролей зберегли їх та стали відомі як Дві Пані, що стали захисницями об'єднаного Єгипту.
Після об'єднання Нехбет зображувалася на уреї поруч з Ваджет, надалі вони зображувалися разом як частини єгипетських корон. Дві Пані відповідали за встановлення законів, захист правителів і єгипетської держави та зміцнення миру.

Подібними евфемізмами або іншими евфемістичними титулами часто позначалися найшанованіші боги давньоєгипетського пантеону — інколи у великих наборах титулів — для того, щоб зберегти їх імена в таємниці від ворогів та невірних, а також для демонстрації поваги до їх сили. Приклад використання такого евфемізму може бути знайдений в описі військової кампанії фараона Аменхотепа ІІІ, записаному на трьох вирізаних із каменю стелах. У тексті фараон згадується під ім'ям Небмаатра. Стели датуються п'ятим роком його правління та були знайдені біля Асуану та острову Саї у Нубії. Офіційна версія військової перемоги фараона наголошує на його бойовій майстерності з типовою гіперболою, яку вживали всі фараони, проте зазначає, що фараонові явилися Дві Пані, аби дати пораду та застерегти про командувача кушитської армії.
У п'ятий рік правління, на другий день третього місяця ахету... явилися насправді Дві Пані, які [встановлюють] закони та [примирюють] Дві Землі... до Царя Верхнього та Нижнього Єгипту, Небмаатри, нащадка Ра, сина Ра, [Аменхотепа, правителя Фів]... прийшли сказати [фараонові], "Підлий кушит задумав у серці повстання." [Фараон] вів до перемоги; він здолав їх у своїй першій переможній кампанії. [Фараон] досяг їх як змах крила сокола... Іхені, хвалько посеред війська, не знав, що перед ним був лев. Небмаатра був наче лев із жахливими очима, кігті якого схопили підлих кушитів, що повергли своїх командувачів у своїх долинах, втонули у своїй крові, один на одному.
Відсилки до лева з жахливими очима — інший евфемізм, що відноситься до богині війни Сехмет, яка захищала фараона у бою, завойовувала його ворогів та приносила перемогу. Її зображували як левицю, а фараон-воїн вважався її сином, а отже, левом. В одній з двох земель її аналогом була Баст, але після об'єднання Сехмет лишилася жорстокою воїтелькою, а Баст у давньоєгипетському пантеоні виконувала інші функції.
Ці три божества були найсильнішими покровителями Давнього Єгипту. Їх ніколи не заміщували іншими богами, які набували або втрачали важливість для єгиптян, коли фараони обирали особливого особистого покровителя, певний храм ставав надзвичайно могутнім, або змінювалися столиці. Використання зображень головних богинь на уреї продовжувалося навіть за часів правління Ехнатона, який забороняв поклоніння іншим богам окрім обраного ним самим, Атона. Його ім'я по Небті так само походило від кореня із Двома Пані, яке можна побачити на ієрогліфічному зображенні імені Ехнатона по Небті, Вер-несит-ем-ахет-Атон, яке має перекладатися як «Той від Двох Пані, великий царською владою в Ахетатоні». У цьому він не відрізнявся від будь-якого іншого фараона і важливість цих традиційних божеств непомітно зберігалася протягом його правління, коли він намагався зруйнувати силу храму Амона. Коли його правління завершилося, давні релігійні традиції були відновлені та пізніше прийняті наступними іноземними правителями Єгипту до падіння Римської імперії.
На центральній частині намиста менат, зображеного на фото, Дві Пані оточують статую богині Сехмет, яку умилостивлює фараон під час храмової церемонії. Розташування їх по боках від Сехмет у її храмі демонструє владу, з якою вона завжди асоціювалася, та важливість асоціації із Двома Пані.

## Ім'я
| G16 |

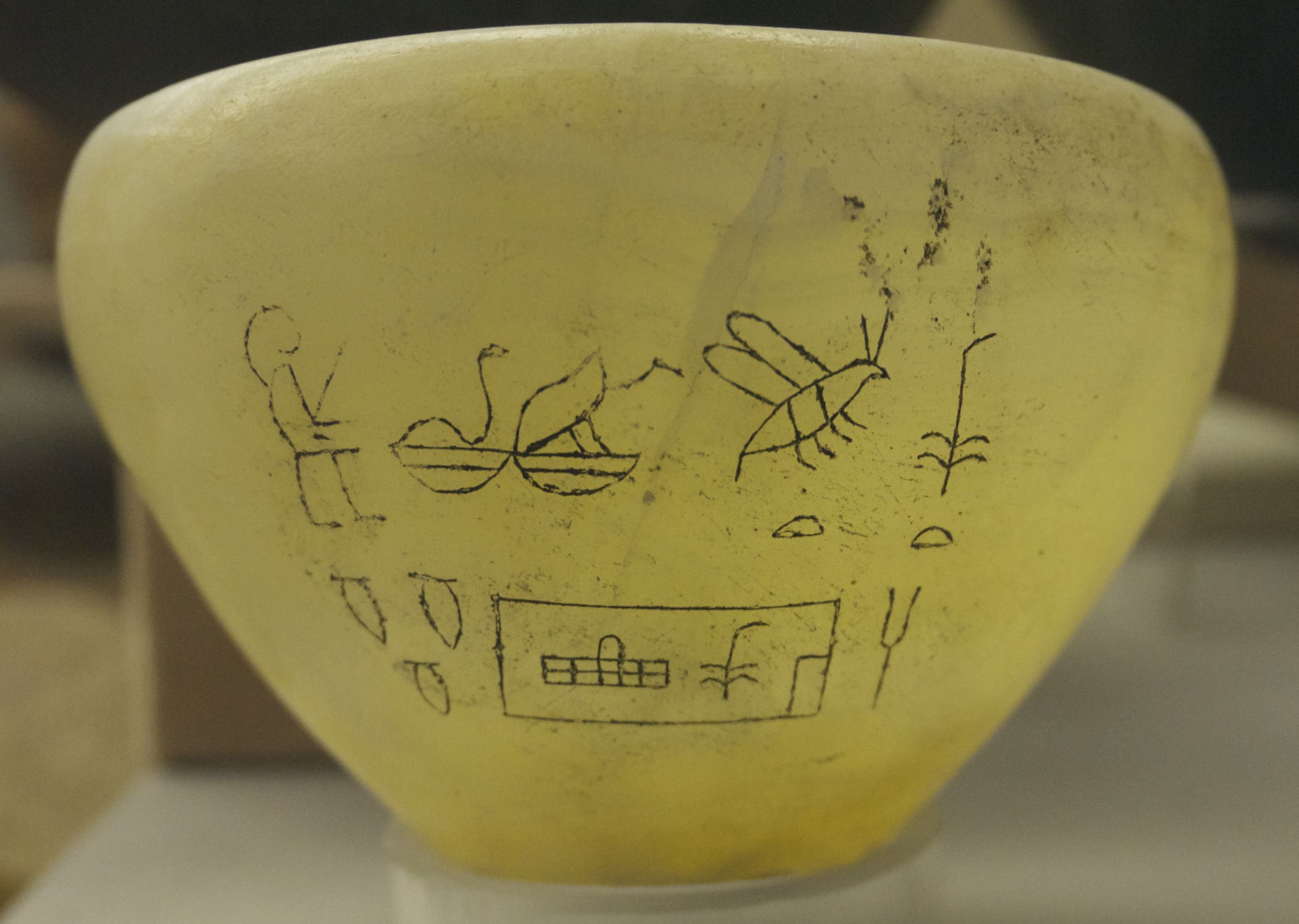
Алебастрова ваза із надписом імені по Небті Семерхета, найпершого фараона, який вживав це ім'я

Ім'я по Небті — один із титулів єгипетського фараона згідно зі стандартними правилами надання імен, які використовували давні єгиптяни. Ця назва асоціювалася із богинями-покровительками Нижнього та Верхнього Єгипту:
- Нехбет, головним божеством Верхнього Єгипту, яку уособлював білоголоовий сип, та
- Ваджет, головним божеством Нижнього Єгипту, яку уособлювала єгипетська кобра.

Вперше це ім'я зустрічається приблизно у 2920 р. до н.е. у фараона Першої династії Семерхета, хоча стало повноцінним незалежним титулом за часів Дванадцятої династії, яка почалася у 1991 році до н.е.
Зазвичай це ім'я не оформлюється картушшю або серехом, проте завжди починається ієрогліфами білоголового сипа та кобри, що спираються на «два кошики», символізуючи двоїнний іменник «небті». Інша частина титулу варіюється залежно від фараона і читається як він/вона від Двох Пані, за яким слідує значення іншої частини титулу. Переклад імені по небті для фараона часто скорочувався, випускалася вищезгадана фраза, що починала кожне ім'я по небті, ускладнюючи повне розуміння титулу.

## Антропоморфічна птолемеївська репрезентація
У правій частині рельєфу храму Гора в Едфу зображені богині Ваджет і Нехбет, які коронують фараона з династій Птолемеїв подвійною короною, утвореною поєднанням їх окремих корон. Дві Пані представлені в образах жінок так само, як й інші давньоєгипетські богині. Храм гора в Едфу був збудований на руїнах попереднього храму за часів Птолемейської династії мід 237 та 57 рр. до н.е. — під час правління Клеопатри VII, яка була останньою царською правителькою Єгипту до того, як він був приєднаний до Римської імперії.
Головні убори богинь на рельєфі відтворюють образ, що суперечить раннім традиціям, у якому сип не відносився би до обох з них.
Ці грецькі правителі прийняли давньоєгипетські традиції, хоча й зі своїми власними відмінними інтерпретаціями та інколи представляли ідеї, які б не представили давні єгиптяни, засновані на паралелях, проведених до власних грецьких традицій та уявлень. Грецькі та римські релігійні вірування були значно менш зооморфні, аніж давньоєгипетські. В оригінальних єгипетських традиціях ці богині зображувалися жінками з головами відповідних тварин, що найбільш типово відповідало зображенням богів.